# Вільям Отто Бруннер

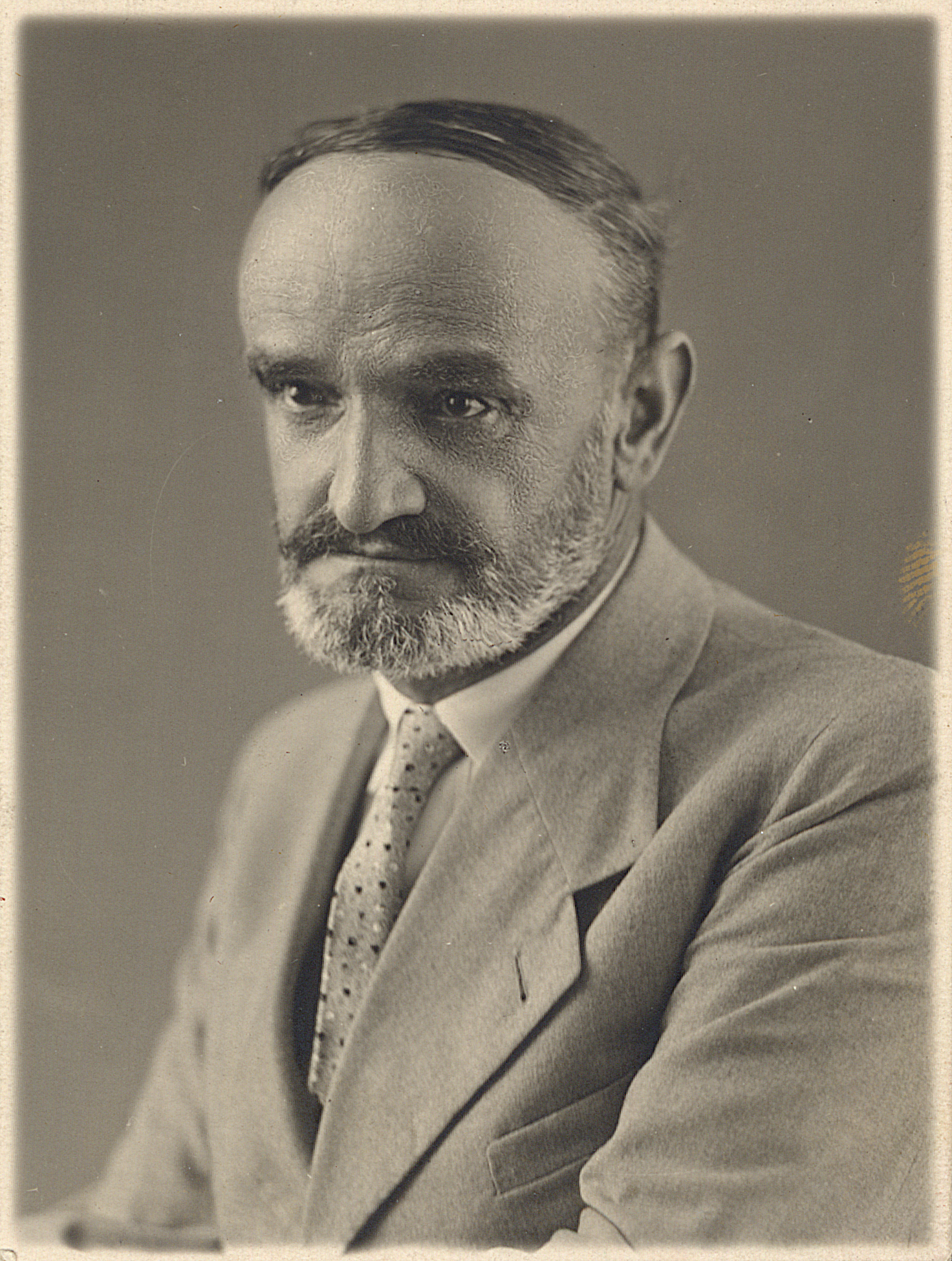
Вільям Отто Бруннер

Вільям Отто Бруннер (нім. William Otto Brunner; 7 липня 1878 — 1 грудня 1958) — швейцарський астроном, особливо відомий своєю довгою серією спостережень сонячних плям. Директор Швейцарської федеральної обсерваторії (1926-1945).

## Наукові результати
З 1926 по 1945 рік він був директором Швейцарської федеральної обсерваторії. Він продовжив серію спостережень сонячних плям у Цюриху, розпочату Рудольфом Вольфом. Ці спостереження продовжуються й донині в Королівській обсерваторії Бельгії.

## Пам'ять
- На честь науковця названо кратер Бруннер на Місяці[2].

## Публікації
- Brunner, William, "Die Welt der Sterne", Zürich, 1947.
- Brunner, William, "Vom Sternenhimmel", Erlenbach-Zürich, E. Rentsch, 1940.
- Brunner William, "Contributions to the photometry of night sky", Zürich, 1935.
- Brunner, William, "Anzeige des Todes von Alfred Wolfer", Astronomische Nachrichten, volume 243, 1931.
- Brunner, William, "Helligkeitsmessungen von Nova 60.1927 Aquilae", Astronomische Nachrichten, volume 230, 1927.
- Brunner, William, "Dreht sich die erde?", Leipzig und Berlin, B. G. Teubner, 1915.